# (3568) ASCII

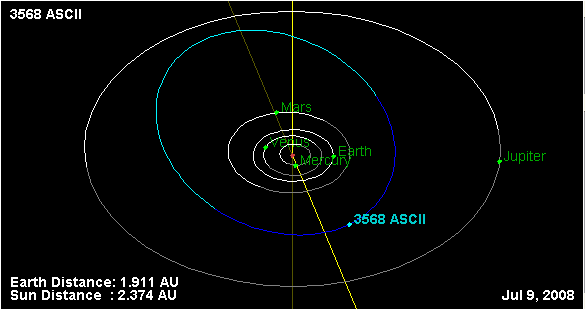
Asteroid des Hauptgürtels 3568 ASCII (2008)

(3568) ASCII ist ein Asteroid des Hauptgürtels, der am 17. Oktober 1936 von der französischen Astronomin Marguerite Laugier in Nizza entdeckt wurde.
Seinen jetzigen Namen, von der Zeichenkodierung ASCII abgeleitet, bekam der Asteroid 1988 nach einem Vorschlag von Syuichi Nakano.